# ミッシングリンク (NOVELSの曲)
「ミッシングリンク」は、NOVELSの1枚目のシングル。2011年8月3日にトイズファクトリーから発売された。

## 概要
表題曲は、テレビアニメ『TIGER & BUNNY』の後期オープニングテーマとして使用された。

## 収録曲
- 全曲、作詞・作曲：竹内真央　編曲：NOVELS・MOR

1. ミッシングリンク [4:04]
2. 迷宮の終わりに [4:56]